# マダガスカル語
マダガスカル語（マダガスカルご、Malagasy、マラガシ）はアフリカ東部のインド洋に浮かぶマダガスカル島で話される言語。マダガスカル共和国の国語であると共に、フランス語と並んで同共和国の公用語となっている。マダガスカル人は自分たちの言語をmalagasyと呼ぶことから、マラガシ語と呼ぶこともある。英語でもこの言語をMalagasyと呼ぶ。

## 概要
マダガスカル語はオーストロネシア語族マレー・ポリネシア語派に所属する。紀元5世紀頃にマレー諸島からインド洋を越えて移住した結果とされる。この移住について歴史上の記録は一切ないので詳細は不明だが、言語学的には、バリト諸語（ダヤク族の言語）に含まれ、ボルネオ島のマアニャン語に近いとされ、いわゆる言語島にあたる。
| マダガスカル語 | マアニャン語（バリト諸語） |
| -------------- | -------------------------- |
| vatana "体"    | watang                     |
| elatra "羽"    | elat                       |
| vitsika "アリ" | wisik                      |
| hena "肉"      | kenah "魚"                 |
| afo "火"       | apui                       |
| rano "水"      | ranu                       |

その後、アフリカ大陸海岸部から来たバンツー族や交易目的で来たアラブ人などと混血しているため、オーストロネシア語を基調としつつもバンツー語系の単語、アラビア語系の単語、サンスクリット語系の単語が混じる。

## 音韻
/a/、/i/、/e/、/u/、/o/ の5つの母音がある。つづり字の o は通常 [u] と読まれ、[o] は ô と綴られる。
子音 ñ は [ŋ]、nj は [ndz]、ndr は [ndr ~ nr ~ nɖ]、ng が [ŋɡ]、j は [dz]、dr は [dr ~ ɖ]、tr は [tr ~ ʈ] と発音される。

## 文法
語順は、能動態（行為者焦点）の場合、VOS（動詞―目的語―主語）である。
文例　Mamaky boky aho. 「読む＋本＋私」
この能動態文例の場合、主格を文頭に置くことも可能である。
文例　Izaho dia mamaky boky.　「私＋は＋読む＋本」　主格の aho　が文頭に置かれた場合には、izaho　となる。
主格を強調する、能動態の場合には、下記の語順になる。
文例　Izaho no mamaky boky.　「私＋が＋読む＋本」
同じ文例を、受動態（対象焦点）構文にすると、下記のようになる。
文例　Vakiko ny boky.　「私によって読まれる＋本」
マダガスカル語には、相（aspect）（完了相・未完了相・指向相：それぞれ過去形・現在形・未来形ということもある）があり、時・場所・手段などを強調する構文（焦点という：行為者焦点・対象焦点・場所焦点・事情焦点）をとる。動詞は3つの相と4つの焦点に応じて形が変わる。
文例　Tsy azo anariana fako eto.　「否定辞＋できる＋捨てられる＋ゴミ＋ここ」→　「ここに、ゴミを捨てることはできません」　最後尾の　「ここ」（eto）と言う場所が強調される構文である。